# Чемпионат Москвы по футболу 1917 (осень)
Чемпионат Москвы по футболу 1917 (осень) стал IХ первенством, организованным Московской футбольной лигой (МФЛ).
Турнир главных команд (Класс «А») носил название Кубок Фульда.
Чемпионом во второй раз в своей истории стал клуб «Новогиреево».

## Организация и проведение турнира
Структура первенства не претерпела изменений: в классе «А» выступали шесть клубов: к пяти традиционным участникам прибавился победитель класса «Б» — клуб «Физическое воспитание».
Каждый из клубов мог выставить по три команды (всего на старт вышли шесть I, пять II и четыре III команды), участвовавших в розыгрыше традиционных кубков (Фульда, Вашке и Миндера). С учётом существующей и для младших команд ротации между классами, некоторые из этих команд (ОФВ — II, ЗКС — III) выступали в классе «Б».
В классе «Б» выступали восемь клубов, выставившие по восемь I и II, и семь III команд, разыгравшие кубок Мусси и прочие соревнования своего класса. Аналогично, с учётом ротации, ОЛЛС — II и МКЛ — III выступали в классе «А».
В образованном с этого сезона классе «В» участвовали восемь клубов, выставившие восемь I, шесть II и четыре III команды.
Таким образом, всего на девяти соревновательных уровнях приняли участие 56 команд, представлявшие 22 клуба.
По итогам первенств предусматривался обмен между классами для каждой из трех команд: неудачник класса «А» и победитель класса «Б» должны были провести матч за право участия на будущий сезон в классе «А»; однако по окончании первенства МФЛ было принято решение о расширении класса «А» до восьми клубов посредством добавления двух лучших команд класса «Б» с реабилитацией неудачника текущего сезона класса «А».
На высшем уровне (I команды класса «А») участвовали 6 команд
- «Новогиреево»
- КС «Орехово»
- «Физическое воспитание»
- КФ «Сокольники»
- «Сокольнический» КЛ
- «Замоскворецкий» КС

## Ход турнира (I команды класса «А»)
Чемпионат стартовал 13 августа. Игры прошли в два круга.
В этом турнире подавляющее преимущество имел клуб «Новогиреево», со старта первенства выигравший восемь матчей подряд (половину из них с разгромным счетом, пропустив всего по мячу в трех играх) и досрочно оформивший чемпионство.
За второе место боролись «морозовцы» и «Физическое воспитание». Последние победили в обеих очных встречах и могли бы праздновать заслуженный успех, однако на руку ореховцам сыграли протекавшие за пределами футбольных полей революционные события: из-за забастовки на железной дороге «новогиреевцы» не смогли посетить Орехово в матче 9-го тура (24 сентября). Матч сначала был перенесен на 15 октября, но так и не был сыгран, и 18 октября в докладе комитета МФЛ об окончательных результатах первенства было подтверждено поражение «Новогиреево» в этом матче ввиду неявки. Таким образом, клуб КС «Орехово», отстававший до этого момента на два очка от ОФВ, получил неожиданный «подарок», позволивший опередить оппонентов по дополнительным показателям и стать серебряным призёром.
Велась борьба также и за предпоследнее место: выглядевший совершенно беспомощным почти весь турнир «Замоскворецкий» КС сумел под занавес турнира буквально «выцарапать» у более удачливых соперников две ничьи, и, победив в очной встрече главных конкурентов — «Сокольнический» КЛ — сравнялся с ними по набранным очкам, имея лучшее соотношение мячей (интересно, что годом ранее эти же две команды боролись за чемпионство; вообще, ЗКС в пяти кубках Фульда подряд чередовал победы в турнире с последними местами). Однако в упомянутом докладе комитета МФЛ «Замоскворецкий» КС назван занявшим последнее место (возможно, по меньшему числу побед во всех матчах) и направлен играть так называемый «решительный» матч с победителем класса «Б» ОЛЛС (не имевший, впрочем, соревновательного значения ввиду принятого решения о расширении класса «А» — обе команды, независимо от исхода этой встречи, получили право выступать в нём на будущий сезон, в котором ЗКС вновь сменил последнее место на первое).

### Турнирная таблица
| № | Команды                 | 1       | 2       | 3       | 4       | 5       | 6       | В | Н | П | М       | О  |
| - | ----------------------- | ------- | ------- | ------- | ------- | ------- | ------- | - | - | - | ------- | -- |
|   | «Новогиреево»           |         | 2:1 -:+ | 9:0 2:1 | 4:0 5:0 | 8:0 1:0 | 6:0 2:1 | 9 | 0 | 1 | 39 — 3  | 18 |
|   | КС «Орехово»            | +:- 1:2 |         | 4:5 2:4 | 3:3 4:0 | 1:0 6:0 | 6:1 5:1 | 6 | 1 | 3 | 32 — 16 | 13 |
|   | «Физическое воспитание» | 1:2 0:9 | 4:2 5:4 |         | 2:4 7:0 | 5:1     | 1:0 1:1 | 6 | 1 | 3 | 31 — 24 | 13 |
| 4 | КФ «Сокольники»         | 0:5 0:4 | 0:4 3:3 | 0:7 4:2 |         | 6:1 1:4 | 3:2 0:0 | 3 | 2 | 5 | 17 — 32 | 8  |
| 5 | «Сокольнический» КЛ     | 0:1 0:8 | 0:6 0:1 | 1:5     | 4:1 1:6 |         | 3:2 1:2 | 2 | 0 | 8 | 11 — 37 | 4  |
| 6 | «Замоскворецкий» КС     | 1:2 0:6 | 1:5 1:6 | 1:1 0:1 | 0:0 2:3 | 2:1 2:3 |         | 1 | 2 | 7 | 10 — 28 | 4  |

### Матчи
| 13 авг | «Новогиреево»                        | 6:0 | «Замоскворецкий» КС | Новогиреево                      |
|        | - П.Артемьев - С.Бухтеев - Цыпленков |     |                     | Стадион: поле НСО Судья: Э.Фиала |

| 13 авг | «Физическое воспитание» | 5:1 | «Сокольнический» КЛ | Москва                             |
|        |                         |     |                     | Стадион: поле ОФВ Судья: Д.Булычев |

| 13 авг | КС «Орехово» | 4:0 | КФ «Сокольники» | Москва                            |
|        |              |     |                 | Стадион: поле СКС Судья: О.Грунди |

| 15 авг | «Новогиреево» | 9:0 | «Физическое воспитание» | Новогиреево                        |
|        |               |     |                         | Стадион: поле НСО Судья: В.Макаров |

| 15 авг | КС «Орехово» | 6:1 | «Замоскворецкий» КС | Орехово-Зуево                       |
|        |              |     |                     | Стадион: поле КСО Судья: М.Корсаков |

| 15 авг | КФ «Сокольники» | 6:1 | «Сокольнический» КЛ | Москва                           |
|        |                 |     |                     | Стадион: поле СКС Судья: Э.Фиала |

| 20 авг | «Новогиреево» | 8:0 | «Сокольнический» КЛ | Новогиреево                        |
|        |               |     |                     | Стадион: поле НСО Судья: Д.Булычев |

| 20 авг | КФ «Сокольники» | 3:2 | «Замоскворецкий» КС | Москва                            |
|        |                 |     |                     | Стадион: поле СКС Судья: Юргенсон |

| 20 авг | «Физическое воспитание» | 4:2 | КС «Орехово» | Москва                             |
|        |                         |     |              | Стадион: поле ОФВ Судья: В.Макаров |

| 27 авг | «Новогиреево» | 2:1 | КС «Орехово» | Новогиреево                        |
|        |               |     |              | Стадион: поле НСО Судья: В.Макаров |

| 27 авг | «Сокольнический» КЛ | 3:2 | «Замоскворецкий» КС | Москва                            |
|        |                     |     |                     | Стадион: поле СКС Судья: Юргенсон |

| 27 авг | КФ «Сокольники» | 4:2 | «Физическое воспитание» | Москва                             |
|        |                 |     |                         | Стадион: поле ОФВ Судья: Д.Булычев |

| 29 авг | «Новогиреево» | 4:0 | КФ «Сокольники» | Новогиреево                         |
|        |               |     |                 | Стадион: поле НСО Судья: М.Корсаков |

| 29 авг | «Физическое воспитание» | 1:0 | «Замоскворецкий» КС | Москва                           |
|        |                         |     |                     | Стадион: поле ОФВ Судья: Э.Фиала |

| 29 авг | КС «Орехово» | 6:0 | «Сокольнический» КЛ | Москва                       |
|        |              |     |                     | Стадион: СКС Судья: Юргенсон |

| 3 сен | «Новогиреево» | 2:1 | «Замоскворецкий» КС | Москва                           |
|       | - Н.Троицкий  |     |                     | Стадион: поле ЗКС Судья: Э.Фиала |

| 3 сен | «Физическое воспитание» | 5:1 | «Сокольнический» КЛ | Москва                             |
|       |                         |     |                     | Стадион: поле СКС Судья: Д.Булычев |

| 3 сен | КС «Орехово» | 3:3 | КФ «Сокольники» | Орехово-Зуево                      |
|       |              |     |                 | Стадион: поле КСО Судья: В.Макаров |

| 14 сен | «Новогиреево» | 2:1 | «Физическое воспитание» | Москва                             |
|        |               |     |                         | Стадион: поле ОФВ Судья: В.Макаров |

| 14 сен | КС «Орехово» | 5:1 | «Замоскворецкий» КС | Москва                           |
|        |              |     |                     | Стадион: поле ЗКС Судья: А.Шульц |

| 14 сен | «Сокольнический» КЛ | 4:1 | КФ «Сокольники» | Москва                              |
|        |                     |     |                 | Стадион: поле СКС Судья: М.Корсаков |

| 21 сен | «Новогиреево» | 1:0 | «Сокольнический» КЛ | Москва                            |
|        |               |     |                     | Стадион: поле СКС Судья: Юргенсон |

| 21 сен | «Замоскворецкий» КС | 0:0 | КФ «Сокольники» | Москва                           |
|        |                     |     |                 | Стадион: поле ЗКС Судья: А.Шульц |

| 21 сен | «Физическое воспитание» | 5:4 | КС «Орехово» | Орехово-Зуево                      |
|        |                         |     |              | Стадион: поле КСО Судья: Д.Булычев |

| 24 сен | «Замоскворецкий» КС | 2:1 | «Сокольнический» КЛ | Москва                              |
|        |                     |     |                     | Стадион: поле ЗКС Судья: М.Корсаков |

| 24 сен | «Физическое воспитание» | 7:0 | КФ «Сокольники» | Москва                           |
|        |                         |     |                 | Стадион: поле СКС Судья: Э.Фиала |

| 15 окт (перенос) | КС «Орехово» | +:- | «Новогиреево» | Орехово-Зуево |

| 1 окт | «Новогиреево» | 5:0 | КФ «Сокольники» | Москва                              |
|       |               |     |                 | Стадион: поле СКС Судья: М.Корсаков |

| 1 окт | «Замоскворецкий» КС | 1:1 | «Физическое воспитание» | Москва                            |
|       |                     |     |                         | Стадион: поле ЗКС Судья: Юргенсон |

| 1 окт | КС «Орехово» | 1:0 | «Сокольнический» КЛ | Москва                           |
|       |              |     |                     | Стадион: поле КСО Судья: А.Шульц |

### Потуровая таблица
| № тура / Команда        | 1             | 2 | 3 | 4 | 5 | 6 | 7 | 8 | 9 | 10 |   |
| ----------------------- | ------------- | - | - | - | - | - | - | - | - | -- | - |
| № тура / Команда        | «Новогиреево» | 1 | 1 | 1 | 1 | 1 | 1 | 1 | 1 | 1  | 1 |
| КС «Орехово»            | 2             | 2 | 2 | 3 | 2 | 3 | 2 | 3 | 3 | 2  |   |
| «Физическое воспитание» | 3             | 4 | 4 | 4 | 4 | 2 | 3 | 2 | 2 | 3  |   |
| КФ «Сокольники»         | 5             | 3 | 3 | 2 | 3 | 4 | 4 | 4 | 4 | 4  |   |
| «Сокольнический» КЛ     | 4             | 5 | 6 | 5 | 5 | 5 | 5 | 5 | 5 | 5  |   |
| «Замоскворецкий» КС     | 6             | 6 | 5 | 6 | 6 | 6 | 6 | 6 | 6 | 6  |   |

### Матч «Чемпион — Сборная»
Традиционный матч был проведен 8 октября после завершения первенства; по окончании победителям был вручен кубок.
| 8 окт | «Новогиреево» | 4:1 | Москва | Москва                              |
| | - Н.Троицкий  |     |        | Стадион: поле ЗКС Судья: М.Корсаков |
| Новогиреево: Н.Смирнов - ... Игнатов, С.Бухтеев, Н.Троицкий ... Москва: Лавров - С.Сысоев, Ауле - М.Ратов, Лепорский, М.Романов - Малюков, Абрамов, Г.Архангельский, С.Троицкий, Шапошников |               |     |        |                                     |

## Матч с вице-чемпионом Санкт-Петербурга
Посетившая Москву в октябре команда «Меркур» анонсировалась вначале как чемпион Петроградской футбольной лиги, однако в реальности обладатель весеннего кубка города «Меркур», долго лидировавший в осеннем первенстве, все же уступил на финише «Коломягам» (чемпионат закончился 15 октября). В упорном матче победу одержали новогиреевцы.
| 22 окт | «Новогиреево» | 2:1 | «Меркур» | Москва                                                  |
| | - Н.Троицкий  |     |          | Стадион: поле ЗКС Зрителей: ~2 500 Судья: И.Савостьянов |
| Новогиреево: Н.Смирнов - Игнатов, Штенцель - В.Леонтьев, С.Бухтеев, Фигурновский - С.Чесноков, Н.Троицкий, Цыпленков, Канунников, И.Артемьев |               |     |          |                                                         |

Но ещё бо́льшую славу принесла новогиреевцам победа над сборной Петрограда 8 сентября — 2:0 (команда выступала практически в том же составе и голы также на счету Н.Троицкого). На следующий день сборная Москвы (клуб «Новогиреево», «усиленный» вратарем, защитниками и двумя крайними форвардами из других клубов) добилась лишь ничьей — 1:1.
Выступление «Новогиреево» в этом сезоне надолго заполнилось любителям футбола — команду часто называли «великой» и с ней сравнивали московские клубы годы и десятилетия спустя. В команде выступал целый ряд выдающихся футболистов, среди которых можно отметить сильнейшего московского нападающего 1915—1920-х годов Павла Канунникова, уникального техника Николая Троицкого (его гол принес победу сборной Москвы в финале Всесоюзной Спартакиады 1928 года), братьев Петра и Ивана Артемьевых (знаменитый «Сапожник» — он действительно был профессиональным обувным мастером — Иван Тимофеевич Артемьев был капитаном и организатором, практически «крестным отцом», и «Спартака» («Красной Пресни»), и «Динамо» — двух столпов отечественного футбола).
|  |  |

## Низшие уровни
- Кубок Вашке (II команды класса «А»)

Победитель — «Замоскворецкий» КС — II
- Кубок Миндера (III команды класса «А»)

Победитель — «Новогиреево» — III

### Кубок Мусси (класс «Б»)
Победитель — ОЛЛС (переход в класс «А»)
2. СК «Замоскворечье» (переход в класс «А») 3. МКЛ 4. «Мамонтовка» 5. МКЛС 6. «Чухлинка-Шереметьевский» КС 7. «Унион» 8. «Измайловский» КС
- Турнир для II команд класса «Б»

Победитель — «Чухлинка-Шереметьевский» КС — II
- Турнир для III команд класса «Б»

Победитель — ОЛЛС — III

### класс «В»
Победитель — «Баулино»
2. «Спарта» 3. КЛИФ 4. «Рускабель» 5. РГО «Сокол» 6. КСМОГ 7. «Немчиновка» 8. «Малютино»
- Турнир для II команд класса «В»

Победитель — «Малютино» — II
- Турнир для III команд класса «В»

Победитель — «Спарта» — III